# НСТЈ
Номенклатура статистичких територијалних јединица (НСТЈ), у честој употреби и акроним НУТС (према матичном франц. изразу Nomenclature des unités territoriales statistiques (NUTS), енгл. Nomenclature of Territorial Units for Statistics или Nomenclature of Units for Territorial Statistics (NUTS)) је геокодски стандард (Geospatial Entity Object Code) Европске уније који се користи у статистичке сврхе и помоћу које је направљена подела Европе на управне регије.
Овај стандард обухвата само земље чланице Европске уније и везан је за начине добијања средстава помоћи из фондова ЕУ.

## Означавање према НСТЈ-у
НСТЈ је, као стандард веома близак стандарду ISO 3166-2 и америчком стандарду ФИПС (FIPS). Знак НСТЈ-а почиње са два словна знака које се односе на назив дате државе, и то је истоветно са ISO 3166-1 алфа-2 ознакама. Изузетак је UK за Уједињено Краљевство (енгл. United Kingdom), које стоји уместо GB (енгл. Great Britain). Ниже подручне јединице државе су означене са наредним знаком, бројем. Свака наредна мања подручна јединица државе такође добија свој број у оквиру претходно наведених ознака. Сваки бројни знак почиње са бројем 1 а 0 се ставља у виши ниво. У случају да постоје више од девет подручних јединица означавање се наставља са великим словима абецеде. 
Поред три нивоа означавања земаља Европске уније, свака држава у НСТЈ-означавању има и два слова која означавају континент и два броја за државу. За САД, Канаду и Аустралију државе и покрајине су засебно означене.
Постоје и неке неправилности. На пример Гибралтар је заведен изван Европске уније са ознаком ЕО21, док је Француска Гвајана заведена двапут, једанпут као део Француске под ознаком ФР930 и други пут као део Јужне Америке са ознаком АС13.

## Нивои
Еуростат је одредио постојање три нивоа НСТЈ-а:
| ниво   | мин.      | макс.     |
| ------ | --------- | --------- |
| НСТЈ 1 | 3 милиона | 7 милиона |
| НСТЈ 2 | 800.000   | 3 милиона |
| НСТЈ 3 | 150.000   | 800.000   |

До 2003. године постојали су и нивои НСТЈ 4 и НСТЈ 5, који су тада преименовани у ЛАУ (енгл. Local Administrative Units (LAU)).
Свака држава користи онолико нивоа колико јој је потребно. Луксембург, на пример, има само први ниво. Док Мађарска (погледати: НСТЈ статистички региони Мађарске) у оквиру нивоу НСТЈ 1 има три главне регионалне јединице (Прекодунавска Мађарска, Централна Мађарска и Велике равнице и северна Мађарска). У оквиру нивоа НСТЈ 2 су статистички региони Мађарске, а у оквиру НСТЈ 3 су жупаније.

## Пример
- DE: Немачка
  - DE7: Хесен - као највиша подручна јединица Немачке
    - DE71: Дармштадска регија - је следећи ниво
      - DE71E: Ветераукрајс - Крајс је трећи ниво
- AA: Азија
  - AA25: Тајланд
- US16: Канзас

## Табела
| Државе               | Државе | НСТЈ 1                              | НСТЈ 1 | НСТЈ 2                       | НСТЈ 2 | НСТЈ 3                       | НСТЈ 3 |
| -------------------- | ------ | ----------------------------------- | ------ | ---------------------------- | ------ | ---------------------------- | ------ |
| Аустрија             | AT     | Група Аустријских провинција        | 3      | Провинције                   | 9      | Округа                       | 35     |
| Белгија              | BE     | Региони                             | 3      | Провинције                   | 10     | Округа - Arrondissements     | 43     |
| Данска               | DK     | -                                   | 1      | -                            | 1      | Округ                        | 15     |
| Финска               | FI     | Континентална Финска                | 1      | Аутономна територија         | 4      | Региони                      | 19     |
| Финска               | FI     | Оландска Острва                     | 1      | -                            | 1      | -                            | 1      |
| Француска            | FR     | ZEAT                                | 8      | региони                      | 22     | Подручја                     | 96     |
| Француска            | FR     | Француски региони                   | 1      | Прекоморских региона         | 4      | Прекоморска подручја         | 4      |
| Немачка              | ДЕ     | Провинције (Länder or Bundesländer) | 16     | Округ                        | 41     | Дистрикт                     | 439    |
| Грчка                | ГР     | Региони у развоју                   | 4      | периферије                   | 13     | Префектуре                   | 51     |
| Ирска                | ИЕ     | -                                   | 1      | Регион                       | 2      | Регионални аутономни региони | 8      |
| Италија              | ИТ     | Група региона                       | 5      | Региони                      | 20     | Провинције                   | 110    |
| Луксембург           | ЛУ     | -                                   | 1      | -                            | 1      | -                            | 1      |
| Холандија            | НЛ     | Територија                          | 4      | Провинција                   | 12     | COROP регија                 | 40     |
| Португал             | ПТ     | Континентални део                   | 1      | Политичка јединица Португала | 5      | Општинске групе              | 30     |
| Португал             | ПТ     | Азорска острва and Мадеира          | 2      | -                            | 2      | -                            | 2      |
| Шпанија              | ЕС     | Аутономне заједнице                 | 7      | Група аутономних заједница   | 17     | Провинције                   | 50     |
| Шпанија              | ЕС     | Аутономне заједнице                 | 7      | Ceuta and Melilla            | 2      | -                            | 2      |
| Шведска              | СЕ     | -                                   | 1      | Националне ерије             | 8      | Покрајине                    | 21     |
| Уједињено Краљевство | УК     | Енглеске регије                     | 9      | Грофовије и Лондон           | 30     | Дистриктивне групе           | 93     |
| Уједињено Краљевство | УК     | Велс                                | 1      | Поддивизије                  | 2      | Поддивизије                  | 12     |
| Уједињено Краљевство | УК     | Шкотска                             | 1      | LECs)                        | 4      | LECs)                        | 23     |
| Уједињено Краљевство | УК     | Северна Ирска                       | 1      | Грофовија                    | 1      | група дистрикта              | 5      |
| ЕУ-15                | ЕУ-15  | -                                   | 72     | -                            | 214    | -                            | 1098   |
| Бугарска             | БГ     | Региона                             | 2      | Планске регије               | 6      | Области                      | 28     |
| Кипар                | CY     | -                                   | 1      | -                            | 1      | -                            | 1      |
| Чешка                | ЦЗ     | -                                   | 1      | Група региона                | 8      | Региони                      | 14     |
| Естонија             | ЕЕ     | -                                   | 1      | -                            | 1      | Група региона                | 5      |
| Мађарска             | HU     | Група региона                       | 3      | Региони                      | 7      | Жупанија + Будимпешта        | 20     |
| Летонија             | ЛВ     | -                                   | 1      | -                            | 1      | Регион                       | 6      |
| Литванија            | ЛТ     | -                                   | 1      | -                            | 1      | Области                      | 10     |
| Малта                | МТ     | -                                   | 1      | -                            | 1      | Острва                       | 2      |
| Пољска               | ПЛ     | Група Војводстава                   | 6      | Пољска Војводства            | 16     | Подрегиони                   | 45     |
| Румунија             | РО     | Макро региони                       | 4      | Развијни региони             | 8      | Жупаније и Букурешт          | 42     |
| Словачка             | СК     | -                                   | 1      | Група региона                | 4      | Региони                      | 8      |
| Словенија            | СИ     | -                                   | 1      | -                            | 1      | Статистички региони          | 12     |
| ЕУ-27                | ЕУ-27  | -                                   | 95     | -                            | 269    | -                            | 1291   |
| Лихтенштајн          | ЛИ     | -                                   | 1      |                              | 1      |                              | 1      |
| Норвешка             | НО     | -                                   | 1      |                              | 7      |                              | 19     |
| Швајцарска           | CH     | -                                   | 1      | Региони                      | 7      | Кантони                      | 26     |